# 塞奈达·乌里韦
塞奈达·乌里韦（西班牙語：Cenaida Uribe，1965年12月2日—），秘鲁女子排球运动员。她曾代表秘鲁国家队参加1988年夏季奥林匹克运动会排球比赛，获得一枚银牌。她也曾出战1987年泛美运动会。